# Minami-Tatsumi (metropolitana di Osaka)
Minami-Tatsumi (南巽駅?, Minami-Tatsumi-eki) è una stazione della metropolitana di Osaka situata nell'area sudest della città, nel quartiere di Ikuno-ku situata lungo la linea Sennichimae. Si tratta del suo capolinea meridionale.

## Struttura
La stazione è dotata di un marciapiede centrale a isola con due binari sotterranei.
| 1/2 | Linea Sennichimae |  | per Tsuruhashi, Namba, Awaza e Nodahanshin |

## Stazioni adiacenti
| «                 | Servizio          | »                 |
| Linea Sennichimae | Linea Sennichimae | Linea Sennichimae |
| ----------------- | ----------------- | ----------------- |
| Kita-Tatsumi      | Locale            | Capolinea         |